# 小山田有重
小山田 有重（おやまだ ありしげ）は、平安時代末期の武蔵国の豪族。秩父氏の一族で、『千葉上総系図』『尊卑分脈』に拠れば秩父重弘の子。兄に畠山重能がいる。武蔵国多摩郡から都筑郡にまたがる小山田保、また武蔵小山田荘を支配して小山田別当を称し、小山田氏の祖となる。有重の子孫は稲毛氏、榛谷氏が分出した。

## 生涯
院政期における動向は不明であるが、久寿2年（1155年）には源義朝の長男義平が叔父の義賢と、有重・重能兄弟の叔父にあたる秩父重隆を殺害する大蔵合戦が発生している。大蔵合戦は秩父一族の主導権争いとしての性格も有し、『平家物語』に拠れば重能は義平方に属し、勢力を拡大している。
有重の初見史料は『保元物語』で、保元元年（1156年）の保元の乱において、敗れた源為朝は父の為義に対し、合戦に参加しなかった三浦義明・小山田有重・畠山重能らと談合して関東において抵抗することを提案している。この三者はいずれも義朝方に近く、三者の立場を反映しているかの点は慎重視されている。また、保元の乱以前には源義朝・藤原信頼が立荘に携わった武蔵稲毛荘が成立しており、重能・有重兄弟も関わっていると考えられている。
平治元年（1159年）、源義朝・藤原信頼は平治の乱において平氏に敗れ没落している。『平家物語』『愚管抄』に拠れば重能・有重兄弟は平氏の郎等と記されており、この頃には平氏方に帰属したと見られている。
『平家物語』によれば治承4年（1180年）の以仁王の挙兵の際には、兄重能と共に大番役として在京しており、平家の忠実な家人として各地で戦った。8月に源頼朝が挙兵すると、有重の属する秩父氏は同年10月に頼朝に帰伏している。
『吾妻鏡』（文治元年7月7日条）によると、一族が源氏方に付いた事から平家の棟梁平宗盛に拘束されたが、平家の家人平貞能のとりなしによって宇都宮朝綱と重能、有重は東国へ帰国したという。『平家物語』では一門都落ちの際に平知盛が、『源平盛衰記』では宗盛が重能・有重兄弟を諭して帰郷させたとしている。
元暦元年（1184年）6月16日の頼朝による一条忠頼謀殺の際、御所に呼び出された忠頼の討手として献盃する役だった工藤祐経が動揺して顔色を変えた様子を見て、有重が座を立ち「このような席での御酌は年寄りの役割であろう」と言って祐経の持っていた酌を取った。子の重成、重朝も盃と肴を手にして忠頼の前に進み、有重は息子たちに「給仕の際の故実では、指貫は上括とするものだ」と訓戒を述べ、重成らが盃を置いて括を結んで忠頼の気を逸らせた所を、天野遠景が忠頼を斬った。
これ以降の史料による有重の記録はなく、息子達への世代交代が行われたと見られる。
東京都町田市下小山田町にある大泉寺は有重の館跡と伝えられ、境内に有重・行重父子と南北朝期の高家の三基の宝篋印塔がある。

## 画像集

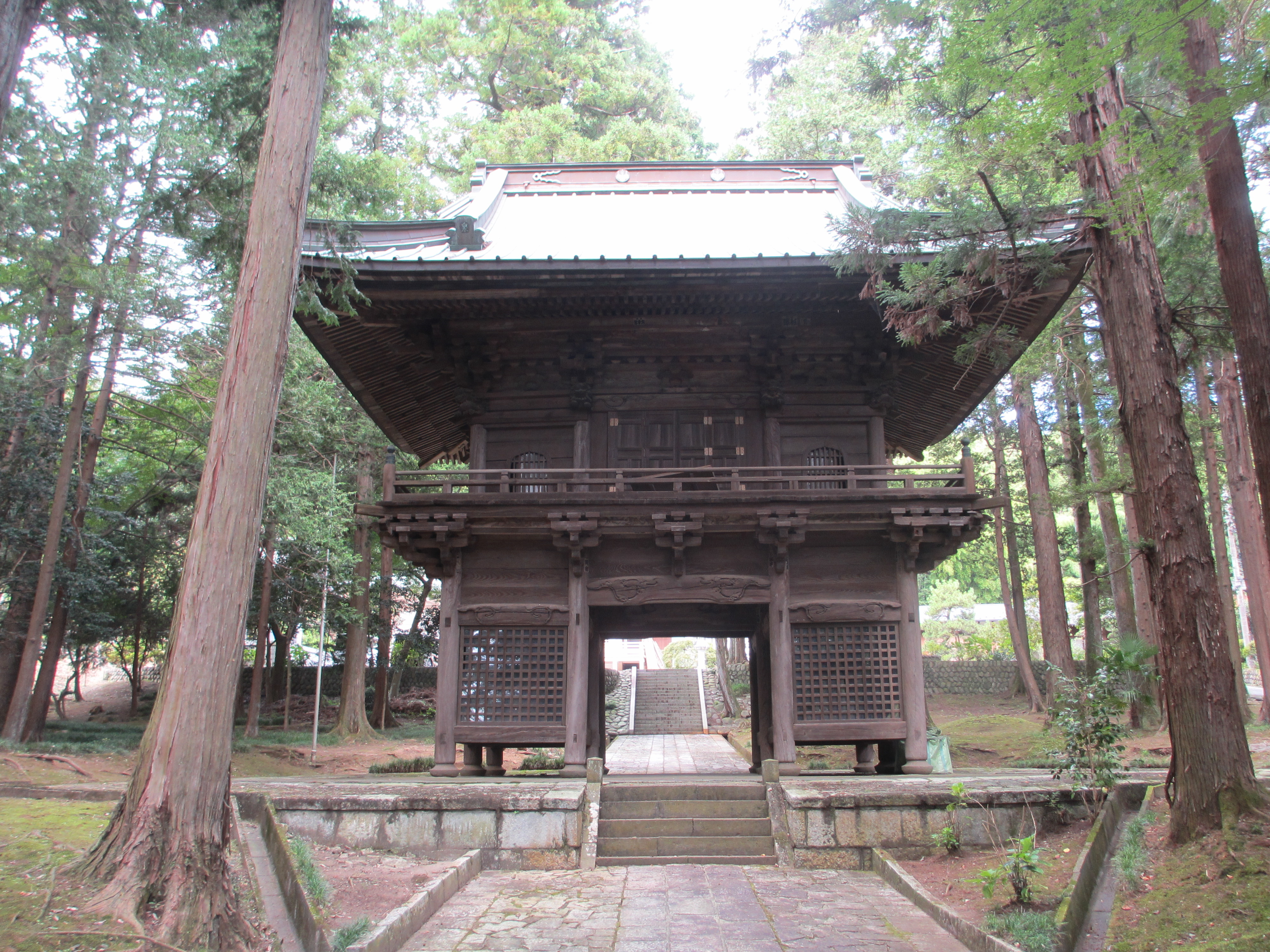
大泉寺山門（最寄小田急多摩線唐木田駅）
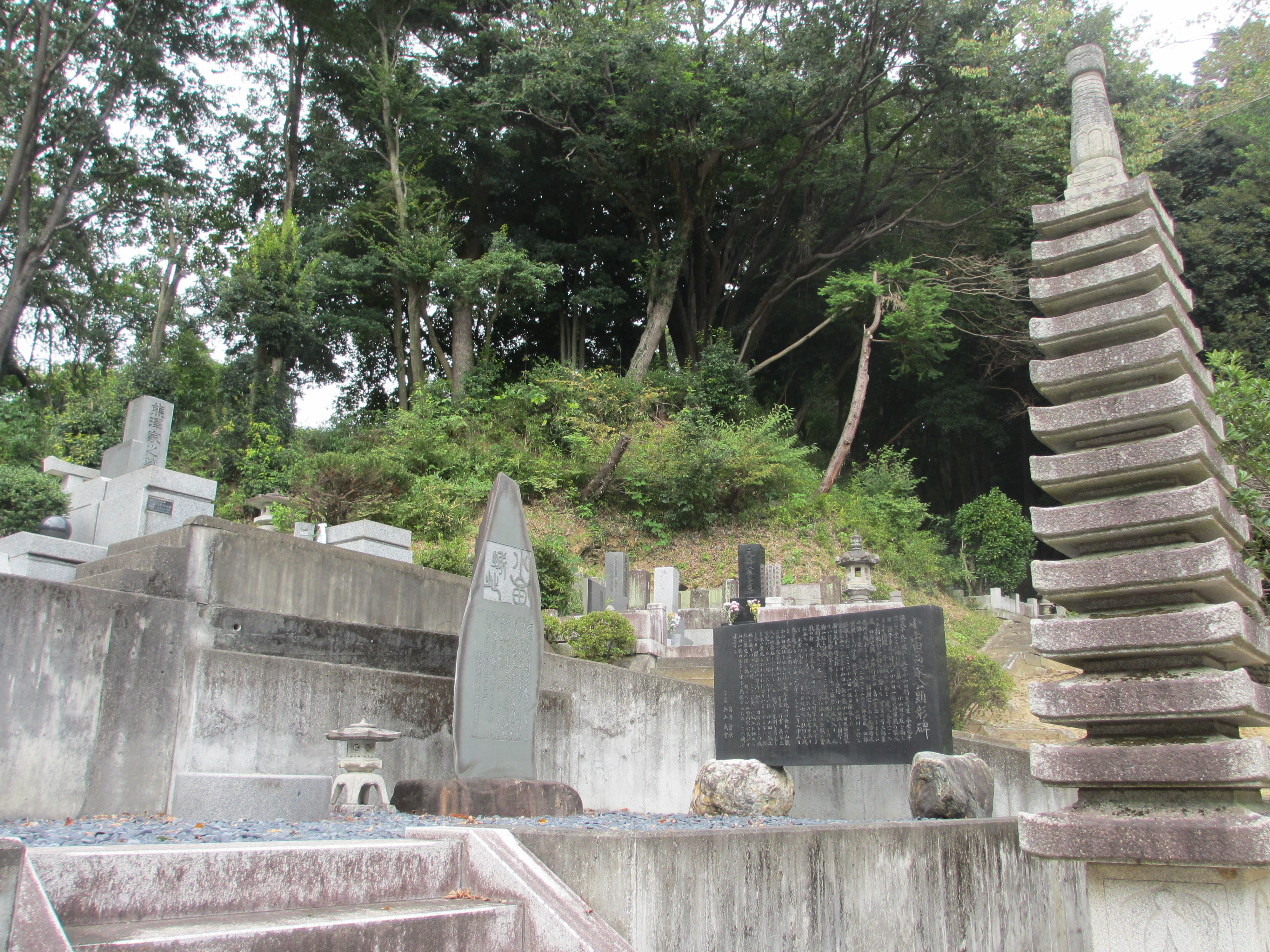
小山田高家公顕彰碑(大泉寺本堂左手）
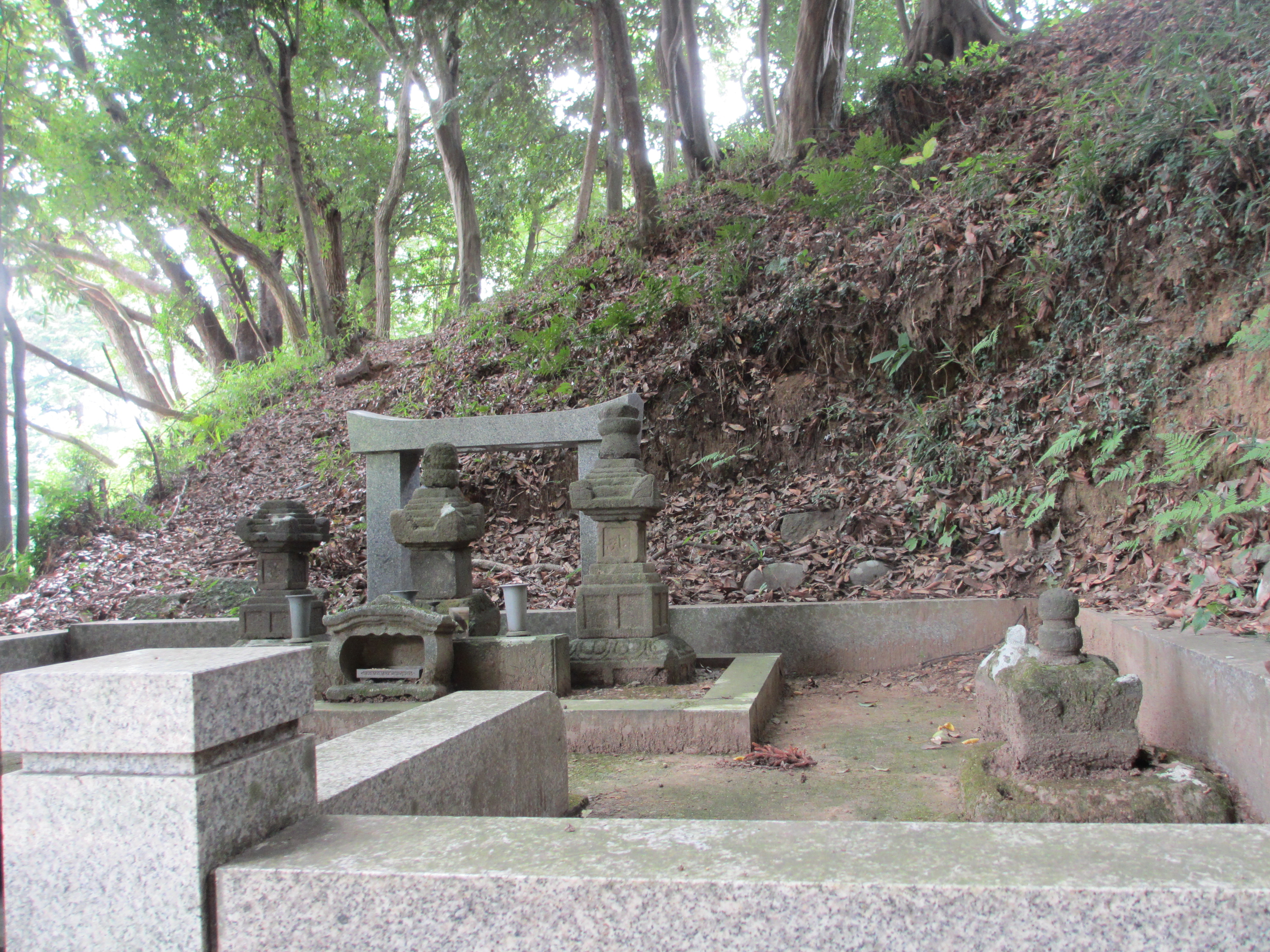
小山田一族有重・行重・高家の宝篋印塔(顕彰碑裏手登る）